# Цуманская поселковая община
Цуманская поселковая община (укр. Цуманська селищна громада) — территориальная община в Луцком районе Волынской области Украины.
Административный центр — посёлок Цумань.
Население составляет 18247 человек. Площадь — 443 км².
В соответствии с распоряжением Кабинета Министров Украины от 12 июня 2020 года, в состав общины вошла территория Цуманского поселкового совета, а также Берестянского, Гремяченского, Дубищенского, Карпиловского, Липненского, Сильненского и Холоневичевского сельских советов упразднённого Киверцовского района.

## Населённые пункты
В состав общины входят 1 посёлок и 15 сёл:
- Посёлок Цумань
- Берестянский старостинский округ:
  - Берестяное
- Гремяченский старостинский округ:
  - Гремячее
  - Скреготовка
  - Яковцы
- Дубищенский старостинский округ:
  - Башлыки
  - Дубище
  - Кадище
  - Ромашковка
- Карпиловский старостинский округ:
  - Карпиловка
- Липненский старостинский округ:
  - Липно
- Сильненский старостинский округ:
  - Городище
  - Клубочин
  - Сильное
- Холоневичевский старостинский округ:
  - Знамировка
  - Холоневичи